# 2808 Belgrano
2808 Belgrano eller 1976 HS är en asteroid i huvudbältet som upptäcktes den 23 april 1976 av Félix Aguilar-observatoriet. Den är uppkallad efter Manuel Belgrano.
Asteroiden har en diameter på ungefär 14 kilometer och den tillhör asteroidgruppen Eos.